# Búpal
Búpal (grec antic: Βούπαλος, llatí: Bupalus) fou un arquitecte i escultor nadiu de l'illa de Quios, on la seva família hauria exercit l'art de l'escultura d'ençà del començament de les Olimpíades, segons diu Plini el Vell. Era fill d'Arquerm, també un escultor de mèrit, i va treballar sovint amb el seu germà Atenis.
Plini i la Suïda diuen que Búpal, juntament amb el seu germà, haurien fet escultures del poeta Hipònax d'Efes i, per tant, això situa la seva època a la segona meitat del segle vi aC i començament del segle v aC. Les seves obres eren en marbre, variant el material usat fins aquell moment, que era bàsicament el bronze i encara la fusta. Va esculpir amb el seu germà grups sencers d'estàtues, fet remarcable car els grups es formaven normalment amb escultures individuals separades i ajuntades més tard.
August va adornar alguns temples de Roma amb obres atribuïdes a Búpal.